# Länsväg 200

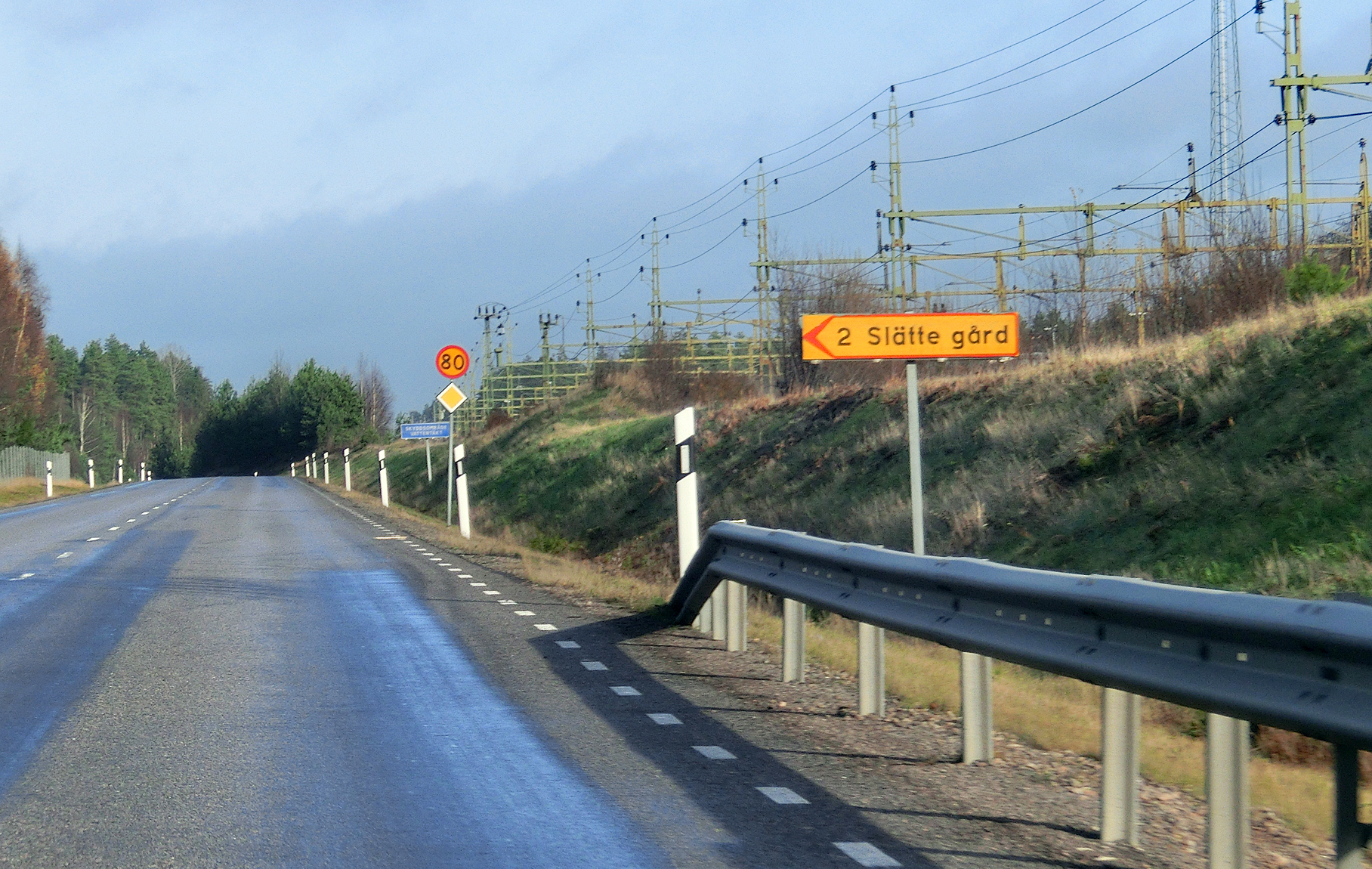
Länsväg 200 går bitvis parallellt med Västra stambanan.

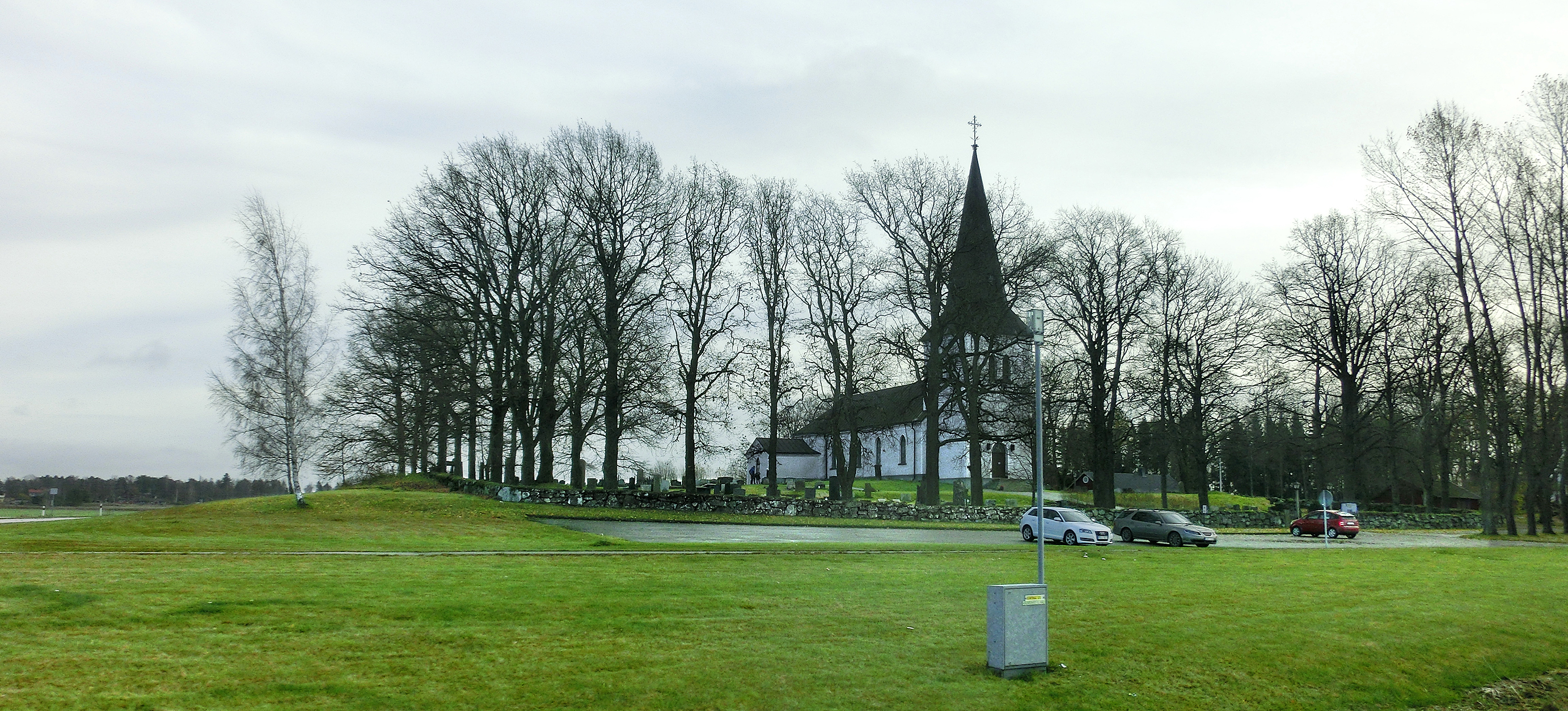
Hjälstads kyrka sedd från rondellen där Länsväg 200 korsar Länsväg 201.

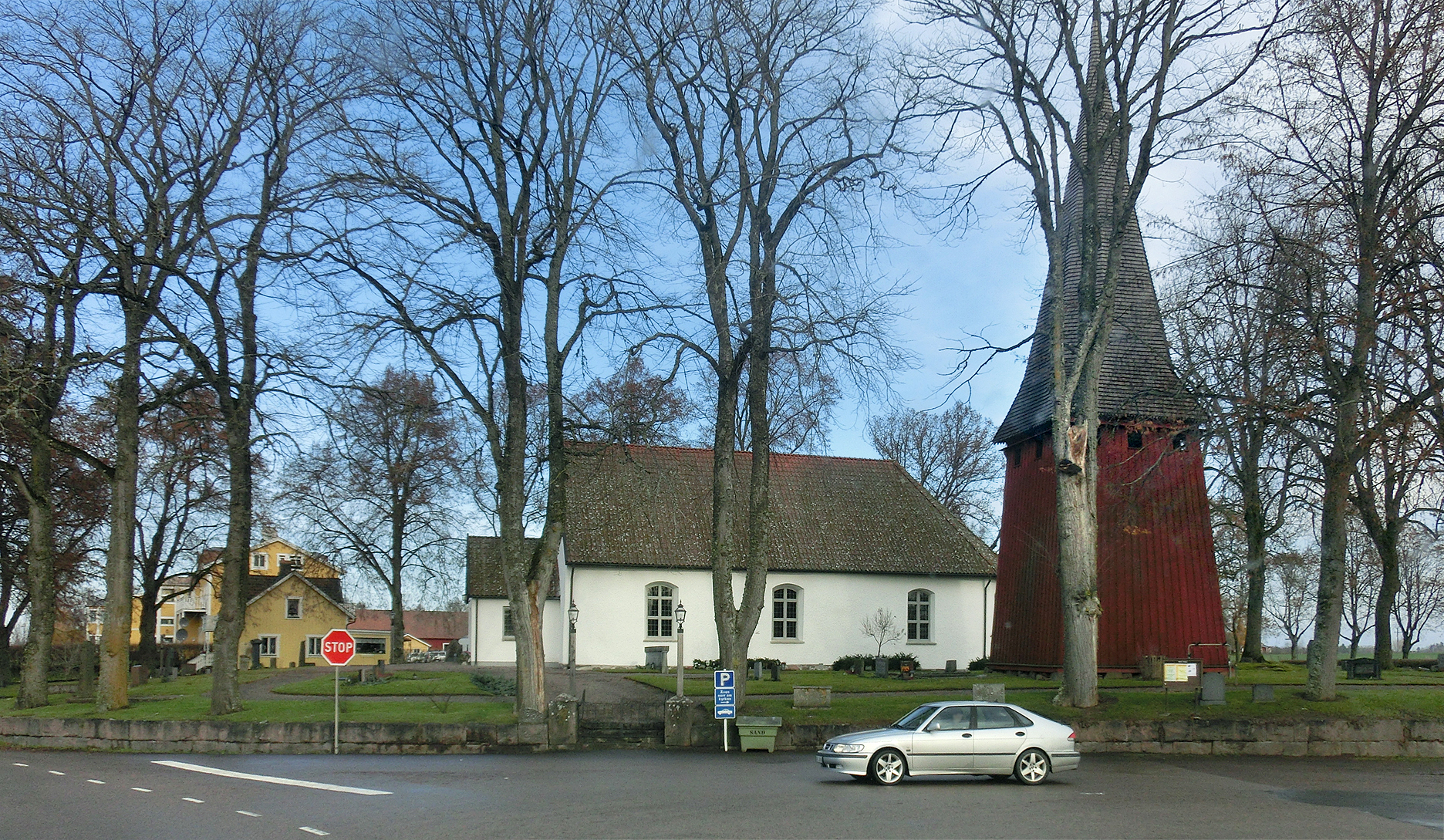
Vads kyrka i Tidan utmed Länsväg 200.

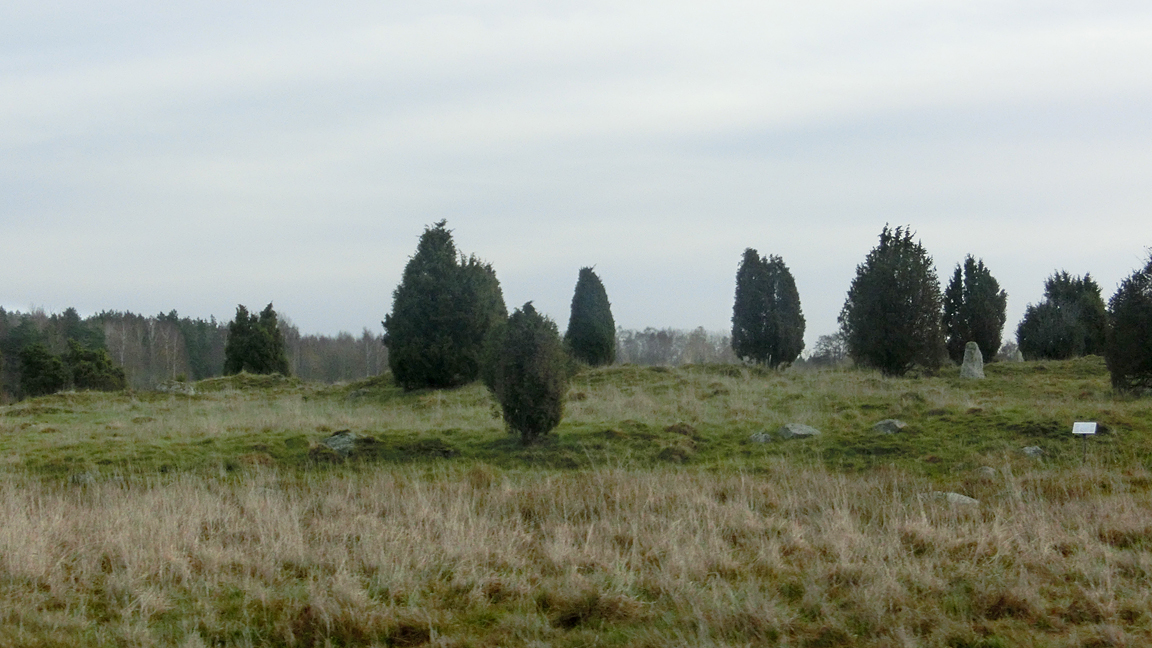
Gravfält vid Väring utmed Länsväg 200.

Länsväg 200 går sträckan Skövde - Töreboda - Hova - Otterbäcken. Den går i Skövde, Töreboda och Gullspångs kommuner i Västra Götalands län (Sverige). 
Längd 65 km.

## Anslutningar
- Riksväg 26 (vid Skövde)
- Riksväg 49 (vid Skövde)
- Länsväg 201 (vid Moholm)
- Länsväg 202 (vid Töreboda)
- E20 (vid Hova)
- Riksväg 26 (vid Otterbäcken)

## Historia
Vägen Skövde-Hova har haft nummer 200 sedan vägnummer infördes på 1940-talet. Någon gång under perioden 1995-2008 förlängdes väg nummer 200 till att inkludera sträckan Hova-Otterbäcken. Vägen Hova-Otterbäcken har innan dess inte haft något skyltat nummer.
Vägen följer i princip samma väg som den gjorde på 1940-talet. Vägen Hova-Otterbäcken följer också vägar som fanns redan då.